# Тиші не буде
«Тиші не буде» — радянський художній фільм 1962 року, знятий режисером Борисом Кімягаровим на кіностудії «Таджикфільм».

## Сюжет
Соціальна драма про взаємини в родині голови таджицького колгоспу Мухаммеджана Курбанова: сини Зафар і Курбан стоять на різних життєвих позиціях. Старший син хоче стабільності і тиші, але батько говорить Тиші не буде, прогрес не стоїть на місці. На сусідніх ділянках колгоспники не виконують норму через відсутність води. Молоді активісти розробляють план по зрошенню засохлої землі за допомогою електричних насосів піднімаючи воду в гори.

## У ролях
- Мухаммеджан Касимов — Мухаммеджан Курбанов
- Хамза Умаров — Карим Курбанов, агроном
- Сайрам Ісаєва — Лютфія
- М. Назаров — Зафар Курбанов
- Ділором Джурбаєва-Сосновська — Гульшан
- Хабібулло Абдуразаков — Юсупов, парторг
- К. Назіров — Пулат
- Наталія Антонова — Олена Цвєткова
- Євген Тетерін — Андрій Ілліч Озеров
- Шамсі Джураєв — бригадир колгоспу
- Юрій Підсолонко — Олексій Смирнов, енергетик
- Абдульхайр Касимов — Набіджон, чайханник
- Туфа Фазилова — епізод
- Бурхон Раджабов — епізод
- Софія Туйбаєва — епізод
- Захір Дусматов — епізод
- Наїмджон Гіясов — епізод
- Марат Аріпов — епізод
- Махмуд Тахірі — епізод

## Знімальна група
- Автори сценарію:  Євген Помєщіков,  Борис Кімягаров
- Режисер-постановник:  Борис Кімягаров
- Оператор:  Наум Ардашников
- Художник:  Євген Куманьков
- Композитор:  Андрій Бабаєв